# Altopascio
Altopascio is een gemeente in de Italiaanse provincie Lucca (regio Toscane) en telt 12.485 inwoners (31-12-2004). De oppervlakte bedraagt 28,7 km², de bevolkingsdichtheid is 435 inwoners per km².

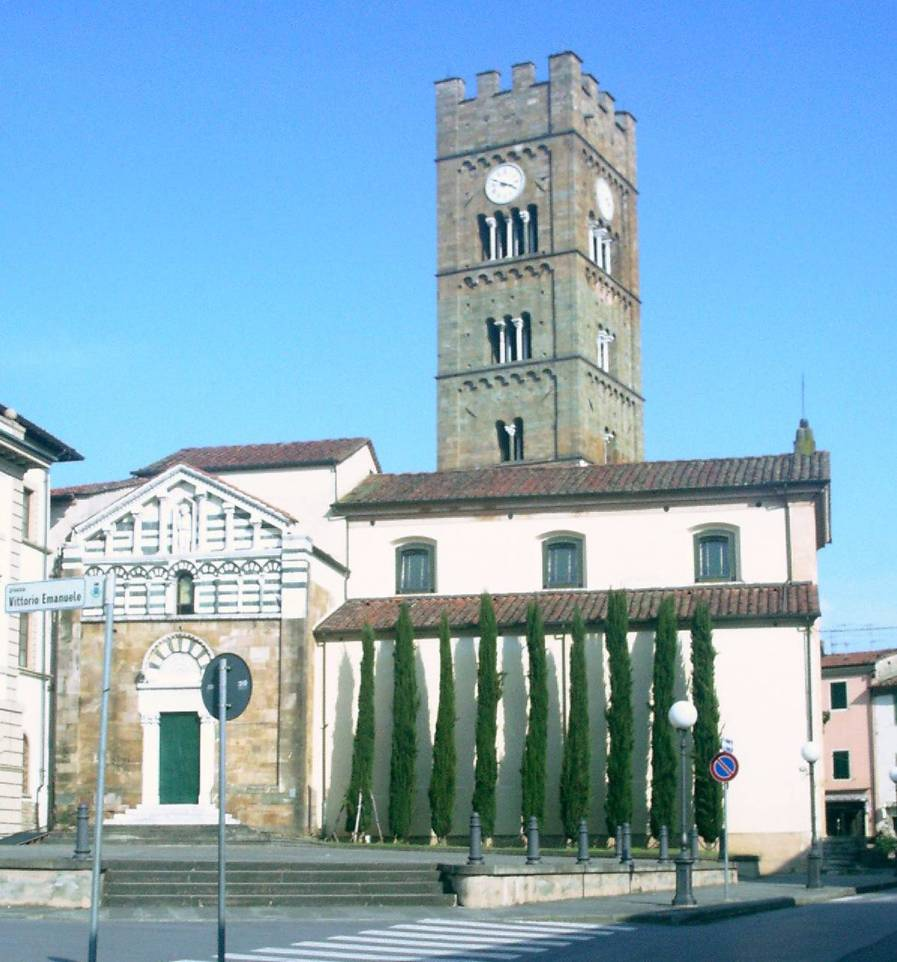
De kerk S. Jacopo Maggiore

## Demografie
Altopascio telt ongeveer 4.707 huishoudens. Het aantal inwoners steeg in de periode 1991-2001 met 11,8% volgens cijfers uit de tienjaarlijkse volkstellingen van ISTAT.
| Jaar | Inwoneraantal |
| ---- | ------------- |
| 1991 | 9.976         |
| 2001 | 11.152        |

## Geografie
De gemeente ligt op ongeveer 19 m boven zeeniveau.
Altopascio grenst aan de volgende gemeenten: Bientina (PI), Capannori, Castelfranco di Sotto (PI), Chiesina Uzzanese (PT), Fucecchio (FI), Montecarlo, Porcari.